# Шурочка
«Шурочка» — советский полнометражный цветной художественный фильм, поставленный на Киностудии «Ленфильм» в 1982 году режиссёром Иосифом Хейфицем по повести А. И. Куприна «Поединок».
Премьера фильма в СССР состоялась 22 августа 1983 года.

## Сюжет
Подпоручику Ромашову является Шурочка Николаева. Разрываясь между любовью и чувством долга, Ромашов вызывает мужа Шурочки, своего капитана Николаева на дуэль.

## В главных ролях
- Елена Финогеева — Шурочка Николаева
- Андрей Николаев — Георгий Алексеевич Ромашов, подпоручик

## В ролях
- Людмила Гурченко — Раиса Петерсон
- Константин Григорьев — Василий Нилыч Назанский, офицер
- Станислав Садальский — Пал Палыч Веткин, офицер
- Николай Скоробогатов — Слива, капитан
- Валентин Смирнитский — Владимир Ефимович Николаев, офицер, муж Шурочки
- Николай Ферапонтов — Тимофей Хлебников, солдат
- Иван Дмитриев — Шульгович, полковой командир (роль озвучил — Игорь Ефимов)
- Юрий Медведев — Лещенко, офицер
- Виктор Андриенко — командир жалонёров
- Константин Бутаев — офицер

## Съёмочная группа
- Сценарий и постановка — Иосифа Хейфица
- Главный оператор — Дмитрий Долинин
- Главный художник — Владимир Светозаров
- Композитор — Олег Каравайчук

## Критика
Литературный критик Дмитрий Быков назвал фильм лучшей экранизацией повести (а их было шесть) именно из-за акцентирования внимания на главной героине, уже названием точно отражающем идею повести: «Не зря замечательная экранизация работы Хейфица с Финогеевой в главной роли — это как раз фильм „Шурочка“, потому что Шурочка куда более важный персонаж чем Ромочка».